# اضطراب طور النوم المتأخر
اضطراب طور النوم المتأخر (DSPD) هو خلل تنظيمي مزمن للنظم اليومي (الساعة الحيوية) بالمقارنة مع أغلب الناس الطبيعين، بشكل يؤثر على توقيت النوم واليقظة وعلى فترات التيقظ وعلى نظام حرارة الجسم البشري الداخلي وعلى النظام الهرموني للجسم، وعلى دورات يومية أخرى. ينام الناس المصابين بهذا الاضطراب في ساعات متأخرة بعد منتصف الليل ويعانون من صعوبة من الاستيقاظ باكراً. نتيجة هذا الخلل يكون لدى الناس المصابين بهذا الاضطراب دورة نظام يومي أطول من 24 ساعة.
حسب درجة الخطورة، يمكن إدارة الأعراض بدرجة أكبر أو أقل، ولكن لا يوجد علاج معروف، وتشير الأبحاث إلى أن هذه المتلازمة تعد مرضاً وراثياً. غالبا يقوم الأشخاص المتضررين بالإبلاغ عن عدم قدرتهم على النوم حتى الصباح الباكر، إلا أنهم يغفون في نفس الوقت تقريبا من كل يوم. يمكن للمرضى النوم بشكل جيد والحصول على القدر الكافى من النوم يومياً ما لم يكونوا مصابين باضطرابات النوم الأخرى بالإضافة إلى اضطراب طور النوم المتأخر كإصابتهم بانقطاع النفس النومي. إلا أنهم يجدون صعوبة في الإستيقاظ في الوقت المناسب للمدرسة أو العمل لذا يسمح لهم بإتباع جداولهم الخاصة، على سبيل المثال النوم من الرابعة صباحاً حتى الواحدة مساءً، وبذلك فإن نومهم يتحسن وقد لا يعانون من النعاس النهاري المفرط. في محاولة لإجبار شخص يعاني من اضطراب طور النوم المتأخر على إتباع الجدول الزمني للمجتمع النهاري لوحظ عليه العيش بإستمرار مع فرق في التوقيت لذا يوصف اضطراب طور النوم المتأخر «بفرق التوقيت الاجتماعي»
في عام 2017 ربط الباحثون بين اضطراب طور النوم المتأخر وطفرة جينية واحدة على الأقل. وعادة ما تتطور هذه المتلازمة في مرحلة الطفولة المبكرة أو المراهقة, وعند ظهورها في مرحلة المراهقة قد تختفي في سن المراهقة المتأخرة أو البلوغ المبكر، خلافاً لذلك فإن أفضل تقدير لمعدلات انتشار هذا المرض بين البالغين هو 0.13-0.17% (أي 1 بين 600).  وتصل معدلات انتشاره بين البالغين إلى 7-16%. ولأول مرة رسمياً عام 1981 وصف إليوت دي، ويتزمان وآخرون في مركز مونتيفوري الطبي متلازمة اضطراب طور النوم المتأخر بأنها المسؤولة عن 7-10% من شكاوى المرضى الذين يعانون من الأرق المزمن. و مع ذلك نظراَ لأن العديد من الأطباء ليسوا على دراية بهذا المرض فغالباً ما يتم تشخيصه أو علاجه بشكل خاطئ؛ بأن يتم تشخيصه على أنه أرق أولي أو كحالة نفسية.
يمكن علاج اضطراب طور النوم المتأخر أو تحسينه في بعض الحالات عن طريق بعض تمارين النوم الصحي اليومية، والعلاج بالضوء الصباحي، والعلاج الداكن المسائي، والتمارين المبكرة وأوقات الوجبات، والأدوية مثل الميلاتونين والمودافينيل وهو هرمون عصبي طبيعي مسؤول جزئيًا عن ساعة جسم الإنسان البيولوجية. حيث تكون غير مرنة وشديدة في حالة اضطراب طور النوم المتأخر الذي يمثل إعاقة لها. تتمثل الصعوبة الرئيسية في علاج اضطراب طول النوم المتأخر في الحفاظ على جدول زمني سابق بعد إنشائه، لأن جسم المريض لديه ميل قوي لإعادة ضبط جدول النوم إلى أوقاته المتأصلة. قد يحسّن الأشخاص المصابون بـاضطراب طور النوم المتأخر نوعية حياتهم من خلال اختيار وظائف تسمح بأوقات النوم المتأخرة، بدلاً من إجبارهم على اتباع جدول عمل تقليدي من التاسعة صباحاً وحتى الخامسة مساءً.

## العرض

### الاعتلال المشترك

#### الاكتئاب
في حالات اضطراب طور النوم المتأخر التي تم الإبلاغ عنها، يعاني حوالي نصف المرضى من الاكتئاب السريري أو غيره من المشكلات النفسية، وهي نفس النسبة تقريبا بين المرضى الذين يعانون من الأرق المزمن.
على الرغم من وجود درجة ما من المرض العقلي في حوالي نصف المرضى البالغين المصابين بـاضطراب طور النوم المتأخر، إلا أنه لا توجد فئة تشخيص نفسي معين تشمل هؤلاء المرضى. لا يعتبر المرض العقلي أكثر شائعاً بشكل خاص في مرضى اضطراب طور النوم المتأخرمقارنة بالمرضى الذين يعانون من أشكال أخرى من الأرق. كما أننا نجهل حتى الآن ما إذا كان اضطراب طور النوم المتأخر يؤدي إلى الاكتئاب السريري أم العكس إلا أن المرضى يعربون عن يأسهم الشديد في القدرة النوم بشكل طبيعي مرة أخرى. هناك علاقة كيميائة عصبية مباشرة تربط بين آليات النوم والاكتئاب. حيث أن اضطراب طور النوم المتأخر قد يسبب إنتاج مفرط أو غير مناسب من الميلاتونين. السيروتونين و هو منظم للمزاج ويعتبر من بادئات الميلاتونين. نتيجة لذلك، يمكن أن يؤدي زيادة إنتاج الميلاتونين الداخلي إلى استنفاد مستويات السيروتونين وقد يسبب الاكتئاب. من المعقول أن يكون لاضطراب طور النوم المتأخر دور في التسبب بالاكتئاب لأنه يمكن أن يكون اضطرابًا مرهقًا غير مفهوم. وجدت دراسة أجريت عام 2008 من جامعة كاليفورنيا في سان دييغو عدم وجود علاقة بين الاضطراب ثنائي القطب (تاريخ الهوس) مع اضطراب طور النوم المتأخر والتي تنص على أنه قد يكون هناك آليات مشتركة بين اضطراب طور النوم المتأخر والاكتئاب، فعلى سبيل المثال قد يؤدي تأخر حالات اضطراب طور النوم المتأخر إلى الرفض الاجتماعي مما قد يسبب الاكتئاب.
حقيقة أن نصف مرضى اضطراب طور النوم المتأخر لا يعانون من الاكتئاب تشير إلى أنه من أعراض الاكتئاب. اقترح باحث النوم مايكل تيرمان أن أولئك الذين يمارسون حياتهم وفقاً لساعتهم البيولوجية قد يكونون أقل عرضة للإصابة بالاكتئاب من أولئك الذين يحاولون العيش في جدول زمني مختلف. يمكن التحسين من حالة المرضى اللذين يعانون من اضطراب طور النوم المتأخر و الاكتئاب عن طريق الحصول على علاج لكلا المشكلتين، وهناك بعض الدلائل التي تشير إلى أن علاج اضطراب طور النوم المتأخر يؤدي إلى تحسين مزاج المريض وقد يجعل مضادات الاكتئاب تعمل بشكل أكثر فعالية. تم الربط بين نقص فيتامين (د) والاكتئاب. نظرًا لأنها حالة تنشأ نتيجة عدم التعرض لأشعة الشمس، فإن أي شخص لا يحصل على ما يكفي من التعرض لأشعة الشمس -خلال ساعات النهار (حوالي 20 إلى 30 دقيقة ثلاث مرات في الأسبوع)، اعتمادًا على لون البشرة، وخطوط العرض ووقت السنة- يمكن أن يكون في خطر، ما لم يحصل على فيتامين (د) من مصادر غذائية كافية أو المكملات الغذائي.

#### قصور الانتباه وفرط الحركة
يرتبط اضطراب طور النوم المتأخر وراثيًا باضطراب فرط النشاط الناتج عن نقص الانتباه من خلال تعدد الأشكال في الجينات المشتركة بين المصابين في اضطراب فرط الحركة ونقص الانتباه وتلك التي تشارك في إيقاف وتغيير الساعة البيولوجية. حيث أن نسبة عالية من مرضى اضطراب طور النوم المتأخر مصابون أيضاً باضطراب فرط الحركة ونقص الانتباه.

#### الوسواس القهري
وجد أن نسبة كبيرة من المصابين بالوسواس القهري يعانون من اضطراب طور النوم المتأخر.

## اقرأ أيضاً
- اضطراب النوم